# Communauté de communes du Massif du Vercors

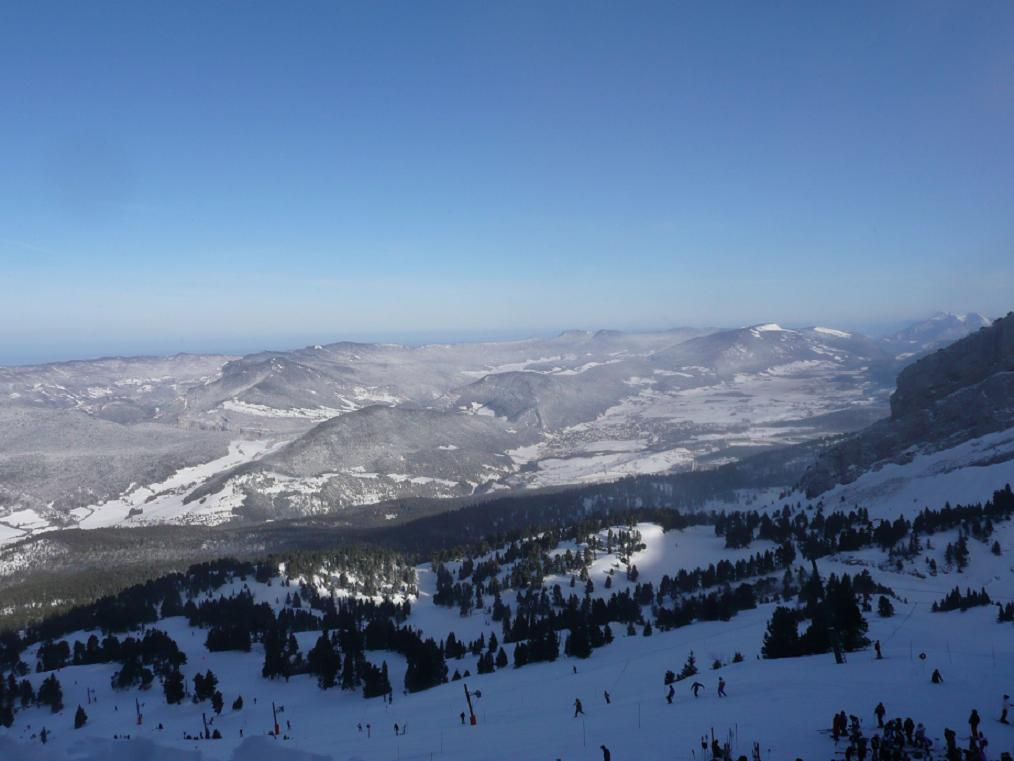
Der nördliche Vercors mit Villard-les-Lans in der Mitte

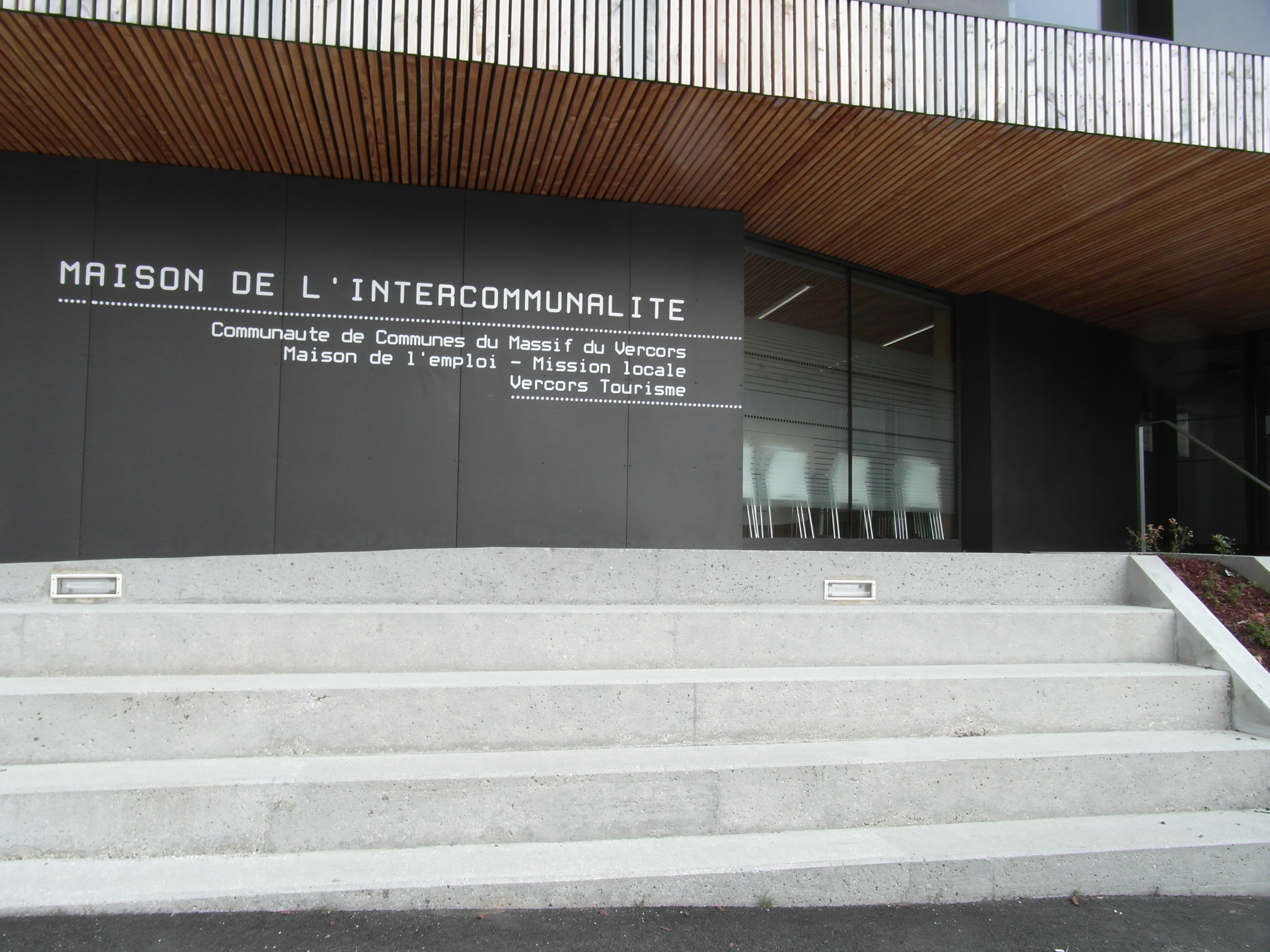
Verwaltungsgebäude der CC du Massif du Vercors

Die Communauté de communes du Massif du Vercors ist ein französischer Gemeindeverband mit Rechtsform einer Communauté de communes im Département Isère, dessen Verwaltungssitz sich in dem Ort Villard-de-Lans befindet. Das Gebiet der Mitgliedsgemeinden umfasst den inneren Bereich des nördlichen Vercors-Massiv westlich der Stadt Grenoble. Der Gemeindeverband besteht aus sechs Gemeinden auf einer Fläche von 255,0 km2. Präsident des Gemeindeverbandes ist Pierre Buisson.

## Geschichte
Die finanzielle Zusammenarbeit zwischen den heutigen Verbandsmitgliedern begann 1993 mit dem District du Plateau de Villard-de-Lans. Daraus entstand zum Jahreswechsel 2000/2001 die heutige Communauté de communes.

## Aufgaben
Zu den vorgeschriebenen Kompetenzen gehören die Entwicklung und Förderung wirtschaftlicher Aktivitäten und des Tourismus sowie die Raumplanung auf Basis eines Schéma de Cohérence Territoriale. Der Gemeindeverband betreibt die Abwasserentsorgung und die Müllabfuhr und -entsorgung. Zusätzlich baut und unterhält der Verband Kultureinrichtungen und bestimmt die Wohnungsbaupolitik.

## Mitgliedsgemeinden
Folgende Gemeinden gehören der Communauté de communes du Massif du Vercors an:
| Gemeinde                                    | Einwohner 1. Januar 2022 | Fläche km² | Dichte Einw./km² | Code INSEE | Postleitzahl |
| ------------------------------------------- | ------------------------ | ---------- | ---------------- | ---------- | ------------ |
| Autrans-Méaudre en Vercors                  | 3.005                    | 77,89      | 39               | 38225      | 38112        |
| Corrençon-en-Vercors                        | 368                      | 39,34      | 9                | 38129      | 38250        |
| Engins                                      | 429                      | 20,64      | 21               | 38153      | 38360        |
| Lans-en-Vercors                             | 2.698                    | 38,67      | 70               | 38205      | 38250        |
| Saint-Nizier-du-Moucherotte                 | 1.132                    | 11,26      | 101              | 38433      | 38250        |
| Villard-de-Lans                             | 4.365                    | 67,20      | 65               | 38548      | 38250        |
| Communauté de communes du Massif du Vercors | 11.997                   | 255,00     | 47               | –          | –            |